# Tromotriche baylissii
Tromotriche baylissii là một loài thực vật có hoa trong họ La bố ma. Loài này được (L.C. Leach) Bruyns miêu tả khoa học đầu tiên năm 1995.